# Tephrosia palmeri
Tephrosia palmeri är en ärtväxtart som beskrevs av Sereno Watson. Tephrosia palmeri ingår i släktet Tephrosia och familjen ärtväxter. Inga underarter finns listade i Catalogue of Life.